# Osborn Range
Osborn Range är ett berg i Kanada.   Det ligger i territoriet Nunavut, i den nordöstra delen av landet, 4 000 km norr om huvudstaden Ottawa. Toppen på Osborn Range är 1 757 meter över havet.
Terrängen runt Osborn Range är kuperad österut, men västerut är den bergig. Trakten runt Osborn Range är nära nog obefolkad, med mindre än två invånare per kvadratkilometer.. Det finns inga samhällen i närheten.
Trakten runt Osborn Range är permanent täckt av is och snö.